# Allonnes (Sarthe)
Allonnes è un comune francese di 11 282 abitanti situato nel dipartimento della Sarthe nella regione dei Paesi della Loira.

## Società

### Evoluzione demografica
Abitanti censiti

## Amministrazione

### Gemellaggi
- Delmenhorst